# Inma Cuesta
Inma Cuesta (Valencia, 1980. június 25. –) spanyol színésznő.

## Élete és pályafutása
Inmaculada Cuesta Martínez néven született Valenciában, majd 5 évesen a Jaén tartománybeli Arquilllosba költözött családjával. Apja kárpitos, anyja háztartásbeli volt. Córdobában tanult színművészetet, 2005-ben egy ösztöndíjjal Madridba került. Itt egy ideig eladóként dolgozott egy ruhaüzletben, majd kiválasztották, hogy szerepelhessen a Hoy No Me Puedo Levantar című musicalben. 2006-ban a Amar En Tiempos Revueltos című televíziós sorozatban megkapta Elisa Domínguez Pastor szerepét, ez pedig meghozta neki az országos ismertséget és népszerűséget. Emellett szerepelt a La Familia Mata, a Plan América és az Águila Roja című sorozatokban is. 2007-ben A szerelem kávéháza című filmben kapott szerepet, 2011-ben pedig a Laza esküvőben tűnt fel. Egyik legnézettebb filmje a 2013-as Hárommal több esküvő volt.

## Filmjei
- A szerelem kávéháza (2007)
- Laza esküvő (2011)
- Hófehérke (2012)
- Hárommal több esküvő (2013)
- Las ovejas no pierden el tren (2014)
- Los miércoles no existen (2015)
- Az ara (2015)
- Julieta (2016)